# Corsicaanse haas
De Corsicaanse haas (Lepus corsicanus)  is een zoogdier uit de familie van de hazen en konijnen (Leporidae). De wetenschappelijke naam van de soort werd voor het eerst geldig gepubliceerd door de Winton in 1898.